# Iwan Seliminski

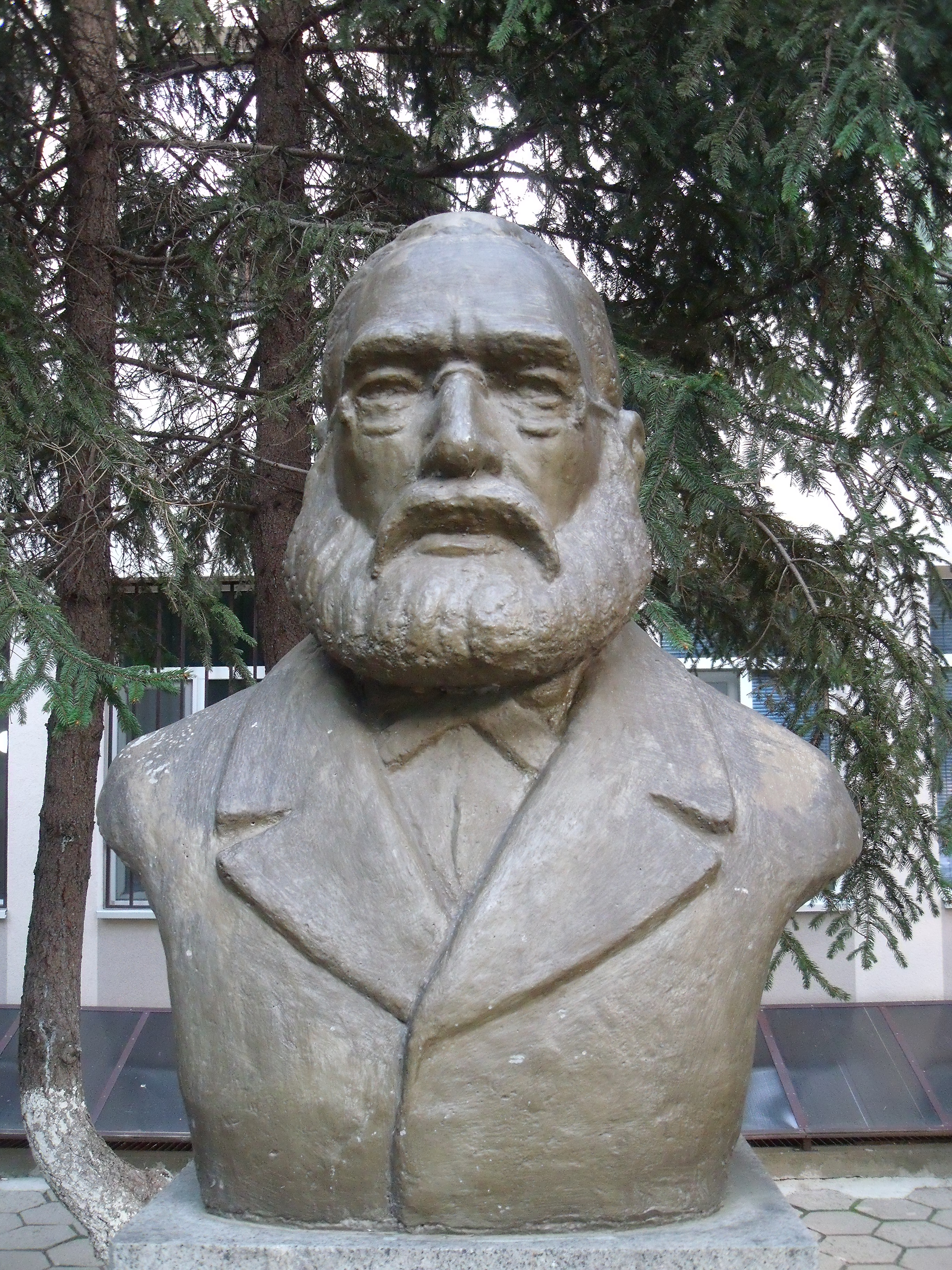
Denkmal für Seliminski in Sliwen

Iwan Georgiew Seliminski (bulgarisch Иван Селимински; * 1799 in Sliwen; † 21. Juli 1867 Belgrad) war ein bulgarischer Gelehrter und Arzt.

## Leben
Seliminski studierte Medizin in Florenz. Von 1845 bis 1866 war er als Arzt in Rumänien tätig. Während des Krimkriegs organisierte er zur Unterstützung Russlands bulgarische Freischaren. Im Zuge des Bulgarischen Kirchenkampfs setzte er sich für die Unabhängigkeit der Bulgarischen Kirche ein. Selminski forderte darüber hinaus eine weltliche Bildung in Bulgarien und beschäftigte sich mit Philosophie.
Er verfasste in Griechischer Sprache Werke zu geschichtlichen, philosophischen und soziologischen Themen.